# 奥尔德日赫·塞德拉克
奥尔德日赫·塞德拉克（捷克語：Oldřich Sedlák，1922年11月3日—1985年9月4日），捷克男子冰球运动员。他曾代表捷克斯洛伐克国家队参加1952年冬季奥林匹克运动会冰球比赛，获得第四名。